# Vityaz (navire océanographique)
Pour les articles homonymes, voir Vitiaz et Amiral Makarov (homonymie).
Le Vityaz (en russe : Витязь) est un ancien navire océanographique soviétique mis en service en 1949 et décommissionné en 1979 pour devenir un navire musée appartenant au Musée océanographique de Kaliningrad depuis 1982.
Il a été construit en 1939 par la DeSchiMAG de Brême pour la compagnie allemande Neptun Linie comme cargo et lancé sous le nom de Mars. Puis le navire a servi avec la Kriegsmarine comme navire-hôpital pendant la Seconde Guerre mondiale et a été saisi par le Royaume-Uni en 1945. Il a été rebaptisé Empire Forth pour le ministère des Transports de guerre (MoWT).
Il a été attribué à l'Union soviétique en 1946 en vertu de l'Accord de Potsdam et rebaptisé Équator et plus tard renommé Amiral Makarov. Puis la navire a pris le nom de Vityaz quand celui-ci a été transformé en navire de recherche.

## Historique
Le Mars était exploité par la Neptun Linie en tant que cargo à passagers. Il avait un équipage de 38 hommes et pouvait prendre douze passagers. Il a été réquisitionné en 1940 par la Kriegsmarine, mais a été rendu à Neptun Linie plus tard cette année-là. Il est à nouveau réquisitionnée en 1942 et converti en navire-hôpital à usage militaire. Le 13 décembre 1943, Mars a été gravement endommagé lors d'un raid aérien sur Brême par la 8th Air Force des États-Unis. Puis le navire a aidé à l'évacuation des citoyens allemands de Königsberg et de Baltiïsk. Entre janvier et avril 1945, il a transporté 20.000 personnes. Mars fut probablement le dernier grand navire à quitter la Province de Prusse-Orientale pour Copenhague.
En mai 1945, Mars a été saisi à Copenhague, au Danemark. Il a été transmis au ministère des Transports de guerre britannique et rebaptisé Empire Forthpour être exploité sous la direction de la Prince Line Ltd.
En 1946, Empire Forth a été attribué à l'Union soviétique selon les termes de l'Accord de Potsdam. et a été rebaptisé Équator et emmené à Leningrad. Il a ensuite été rebaptisé Amiral Makarovrusse : Адмирал Макаров et a été converti en navire de recherche en 1947-48 pour l'Institut d'océanologie Shirshov de l'Académie des sciences de Russie. Pendant cette reconversion, le navire a été allongé et équipé de laboratoires et d'hébergements modernes. En 1949, il a été rebaptisé Vityaz .

## Navire océanographique

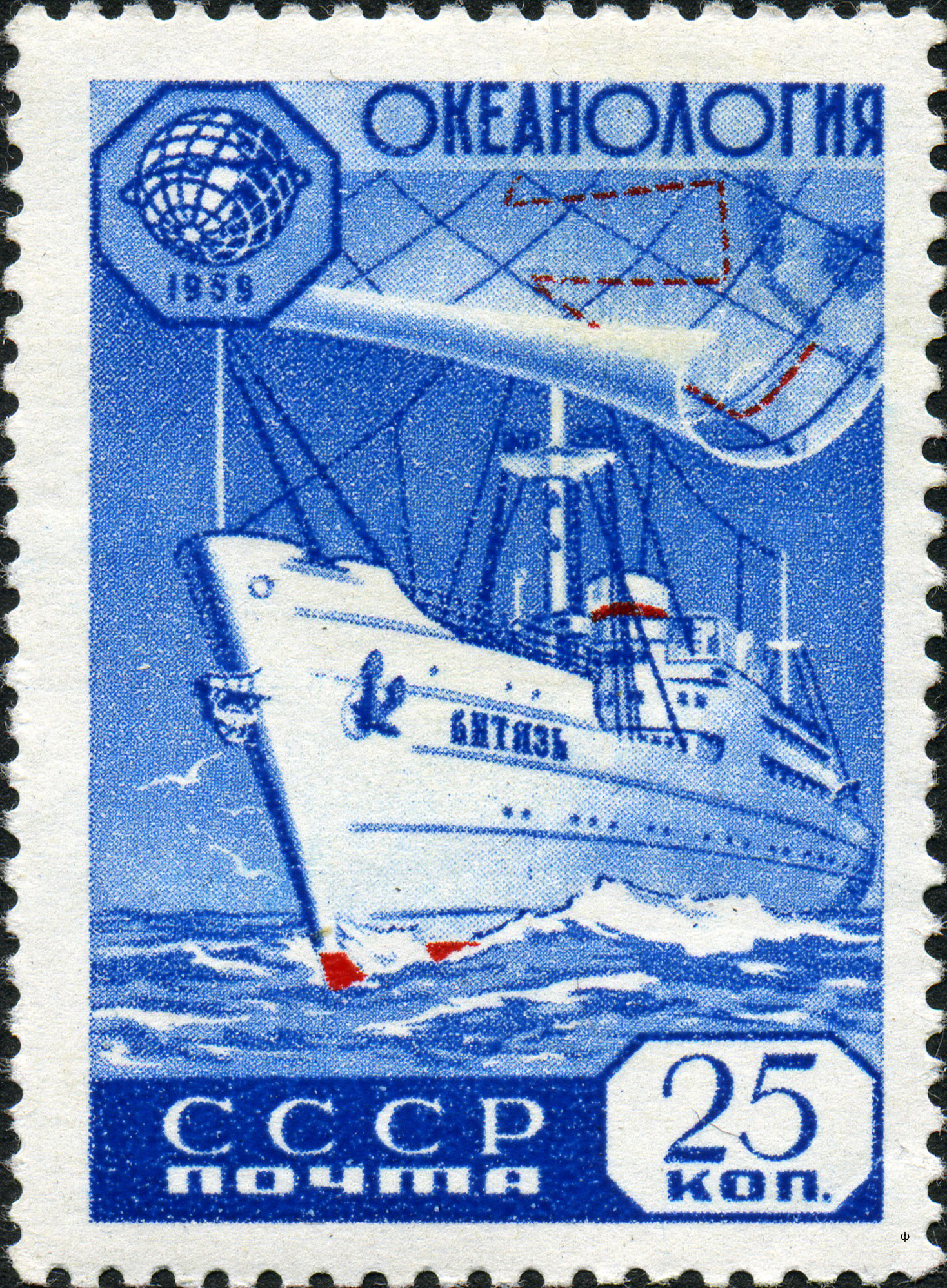
Timbre de 1959 représentant Vityaz

Vityaz était basé à Vladivostock. Il a effectué 65 voyages couvrant 800.000 milles marins (1.500.000 km). En août 1957, il a mesuré la profondeur de la Fosse des Mariannes à 11,022 m. Le 29 mai 1958, Vityaz se trouvait à 2.000 milles marins (3.700 km) à l'ouest des îles Marshall lorsqu'il a détecté de la radioactivité dans les précipitations à des niveaux nocifs pour la santé humaine (voir Opération Hardtack I). Le 7 novembre 1960, Vityaz aurait été tracé dans la mer d'Arabie par un Grumman S-2F Tracker de l'USS Essex. La marine des États-Unis a nié que l'avion traçait le navire, mais a simplement établi son identité.
Les scientifiques à bord du Vityaz ont découvert 1.176 nouvelles espèces de plantes et d'animaux marins. Pendant son temps en tant que navire de recherche, Vityaz a visité 49 pays et a agi en tant qu'ambassadeur de bonne volonté pour l'Union soviétique. Les personnes notables qui lui ont rendu visite incluent Jacques Cousteau et Thor Heyerdahl. Vityaz a fait son dernier voyage autour de l'Europe et a été retiré le 22 avril 1979. Il a ensuite été désarmé dans la rivière Pregolia.

## Préservation
En 1982, il a été conservé comme navire-musée à Leningrad. En 1988, il a été transféré au chantier naval Iantar, à Kaliningrad, où il a été réparé et reconstruit pour être utilisé comme navire-musée. En 1994, il a été transféré au Musée océanographique de Kaliningrad qui a été créé en 1990. Vityaz est prétendu être le plus grand navire de recherche à avoir été préservé.